# Умная сила
У́мная си́ла (англ. smart power) — форма политической власти, согласно Джозефу Наю «способность сочетать жёсткую и мягкую силу для формирования выигрышной стратегии». 
Согласно Chester A. Crocker, Fen Osler Hampson и Pamela R. Aall умная сила включает стратегическое применение дипломатии, убеждения, развитие компетенций, проецирование власти и влияния экономически эффективными способами, имеющими политическую и социальную легитимность, — по существу, применение военной силы и всех форм дипломатии.
Термин был введен в рассмотрение после вторжения в Ирак в 2003 году как ответ на неоконсервативную международную политику Джорджа Буша. Рассматривался в качестве либеральной альтернативы его политике и предполагал закрепление ведущей роли за международными институтами, а не за Соединенными Штатами. Умная сила также рассматривалась в качестве альтернативы мягкой силе, которая могла усилить аргументы Демократической партии, признанные слабыми.

## Использование
Термин приобрел популярность после того, как сенатор от Нью-Йорка Хиллари Клинтон достаточно часто использовала его в ходе сенатских слушаний 13 января 2009 года в выборах на позицию государственного секретаря в администрации президента Барака Обамы
Мы должны использовать то, что называется умной силой, — полный набор доступных нам инструментов — дипломатические, экономические, военные, политические, правовые и культурные — выбирая правильный инструмент, или набор инструментов, в каждой ситуации. С умной силой дипломатия будет в авангарде международной политики.
— Хиллари Клинтон
Suzanne Nossel была поражена речью Клинтон, сказав что «она сделает умную силу крутой». Два известных эксперта, опрошенных Fox News, раскритиковали речь, но несколько ученых, включая Джозефа Ная, поддержали её.
Стратегия умной силы Хиллари Клинтон расходится со стратегией трансформационной дипломатии Кондолизы Райс.